# Csaca
Csaca (szlovákul Čadca, németül Tschadsa, lengyelül Czadca) város Szlovákiában, a Zsolnai kerületben. A Csacai járás székhelye. Orlóc tartozik hozzá.

## Fekvése
Zsolnától 30 km-re északra, a Kiszuca partján található.

## Története
A település akkor keletkezett, amikor a vlach jog alapján a 15. században román pásztorokat telepítettek erre a vidékre. Először 1417-ben említik a nevét „Chacha” alakban, mint Karásznó falu határrészét. 1535-ben „Chathcza” néven szerepel először Karásznó határában mint pásztorok települése, mely a budatíni uradalomhoz tartozik. Az első hiteles okirat a falu létezéséről egy határvita kapcsán írt, 1565-ben keltezett német nyelvű oklevél „Tczaczka” alakban említi. 1572-ben a budatini uradalomhoz tartozó település bíróját is említik, ekkor néhány soltészház mellett 2 jobbágy- és egy zsellérház állt a településen. 1598-ban 3, 1603-ban 2 jobbágyportája volt. 1608-ban a település leégett. 1637-ben említik a település vízimalmát. A 17. század közepén a falu birtoka megoszlott a budatíni és a sztrecsnói váruradalom között.
1676-ban a Thököly Imre vezette kuruc felkelés harcai érintik a települést. 1712-ben 29 adózó porta és 3 malom állt a faluban. 1735-ben felépült a Szent Bertalan templom. 1751-ben történik az első említés a település iskolájáról. 1772-ben 242 jobbágy és 73 zsellér lakosa volt. 1778-ban Mária Terézia Csacának városi rangot adott, ekkor építették a templom tornyát. 1784-ben 397 hazában 2616 lakos élt. 1798-ra a lakosság száma már 4134-re emelkedett.
A 18. század végén Vályi András így ír róla: „CSACZA. Czaczka. Népes helység Trentsén Vármegyében, földes Ura Hertzeg Eszterházy Uraság, lakosai katolikusok, fekszik Kis Útza Újhelytöl más fél mértföldnyire, az Ország úttyában; melly Lengyel Országba, és Sziléziába vezet, Pósta is van benne. Határja középszerű, fája mind a’ kétféle, ’s eladásra is meglehetős módgya, mellyet Kis Útza vizének áradásakor szoktak a’ Vág vizén leúsztatni, második Osztálybéli.”
1803-ban alapították a katolikus iskolát. 1828-ban 506 házában 4114 lakos élt, akik mezőgazdasággal, állattartással, famegmunkálással foglalkoztak. 1848-ban lakói közül sokan csatlakoztak a Štúr és Hurban által a magyar szabadságharc ellen szervezett szlovák önkéntes csapatokhoz. 1848. december 6-án itt adta ki a szlovák nemzeti tanács a szlovák nemzethez szóló csacai felhívást. 1849. március 14-én František Daniš Xaver csacai plébános tagja volt a császárhoz Olmützbe küldött, a szlovák nemzeti jogokat követelő küldöttségnek.
Fényes Elek 1851-ben kiadott geográfiai szótárában így ír a városról: „Csácsa, (Csattza), népes tót mv., Trencsén vármegyében a Sziléziába vivő főország- és postautban a Kisutcza patakja mellett. Számlál 4013 kath., és 134 zsidó lakost. Van egy derék kath. paroch. temploma, mellyhez két kápolna kapcsoltatott; synagógája, cs. k. posta-, só- és vámszedő hivatala. Lakosai földmivelésből, fuvarozásból, bor- de főképen fakereskedésből élnek, mellyet a megáradt Kisuczán szoktak a Vágba leereszteni. Népes országos-, és heti vásárja van. F. u. h. Eszterházy.”
1871-ben megépült a Kassát Csehországgal összekötő vasútvonal, amely a várost érintve hozzájárult további gyors fejlődéséhez. A 19. század végén posztógyárat és fűrészüzemet alapítottak a településen. A trianoni békéig Trencsén vármegye Csacai járásának székhelye volt.
1943-ban csatolták hozzá Orlócot.

### Orlóc
A települést a 17. század elején a vlach jog alapján román betelepülőkkel alapították. 1658-ban „Horelica” néven említik. Ekkor még a budatíni uradalomhoz, a 18. századtól már a sztrecsnói uradalomhoz tartozott. 1784-ben 116 háza és 764 lakosa volt.
A 18. század végén Vályi András így ír róla: „HORENICZ. Tót falu Trentsén Várm. földes Ura H. Eszterházy Uraság, lakosai katolikusok, fekszik Pukovhoz fél mértföldnyire, Csaczának filiája, révje is van, és az Uraságnak gazdasági épűletei jelesítik, földgye termékeny, legelője, réttye, fája van.”
1828-ban 151 háza és 1088 lakosa volt, akik állattartással foglalkoztak. A 19. században szeszfőzde működött itt.
Fényes Elek 1851-ben kiadott geográfiai szótárában így ír a faluról: „Horelicza, tót falu, Trencsén vmegyében, ut. p. Csácsához 1/2 óra, a szileziai országutban, magas hegyek közt. Táplál 1100 kath., 5 zsidó lak. F. u. h. Eszterházy.”
A trianoni békéig Trencsén vármegye Csacai járásához tartozott.
Lakosai házalással, erdei munkákkal foglalkoztak, illetve Ostravában dolgoztak. 1943-ban csatolták Csacához.

## Népessége
| Év:            | 1994.  | 2004.   | 2014.   | 2024.   |
| -------------- | ------ | ------- | ------- | ------- |
| Emberek száma: | 26 359 | 26 269  | 24 670  | 22 307  |
| Eltérés:       |        | -0,34 % | -6,08 % | -9,57 % |

| Év:            | 2023.  | 2024.   |
| -------------- | ------ | ------- |
| Emberek száma: | 22 580 | 22 307  |
| Eltérés:       |        | -1,20 % |

1850-ben Csacának 4013 katolikus és 134 zsidó lakosa volt.
1910-ben 5207, túlnyomórészt szlovák anyanyelvű lakosa volt.
2001-ben 26 699 lakosából 25 669 szlovák volt.
2011-ben 24 959 lakosából 22 311 szlovák volt.
2021-ben 23 328 lakosából 12 (+6) magyar, 8 (+17) cigány, 2 (+3) ruszin, 21 370 (+37) szlovák, 257 (+26) egyéb és 1679 ismeretlen nemzetiségű volt.

## Neves személyek
- 1854 és 1858 között a városban élt és dolgozott a nagy szlovák író Janko Kráľ.
- Itt született Dercsik Nepomuk János (1785–1842) címzetes püspök és belső titkos tanácsos.
- Itt született Wenk János (1894–1962) kétszeres Európa-bajnok, 12-szeres magyar bajnok vízilabdázó és úszó, olimpikon.
- Itt született Bene Géza (1900–1960) magyar festő, grafikus.
- Itt született František Jurga (1909–1963) matematikus.
- Itt született Karol Kállay (1926–2012) fényképész.
- Itt született Ľubomír Michalík (1983) labdarúgó.

## Nevezetességei
- Szent Bertalan tiszteletére szentelt római katolikus temploma 1734–1735-ben épült barokk stílusban.
- A plébánia épülete 1778-ban készült késő barokk stílusban.
- Zsinagógája 1864-ben épült.
- A Kálvária 1880-ban épült késő barokk stílusban.